# Canal de Sant Pere
La Canal de Sant Pere és un torrent afluent per la dreta de l'Aigua d'Ora el curs del qual transcorre íntegrament pel terme municipal de Navès.

## Xarxa hidrogràfica
La xarxa hidrogràfica de la Canal de Sant Pere està integrada per un total de 2 cursos fluvials. La totalitat de la xarxa suma una longitud de 2.124 m. que transcorren íntegrament pel terme municipal de Navès
| Nom/Codi del corrent fluvial | Coordenades del seu origen                                   | Longitud (en metres) |
| ---------------------------- | ------------------------------------------------------------ | -------------------- |
| Canal de Sant Pere           | 42° 6′ 5.351″ N, 1° 40′ 49.07″ E / 42.10148639°N,1.6802972°E | 1.029                |
| D1                           | 42° 6′ 2.123″ N, 1° 40′ 53.81″ E / 42.10058972°N,1.6816139°E | 1.095                |